# Moto budnica u Bjelovaru
Moto budnica je događaj koji se u sklopu Praznika rada, 1. svibnja, održava u Bjelovaru. Organizira je Moto klub Bjelovar.

## Opis
Na određenom mjestu u gradu, oko 4 sata ujutro okupljaju se motoristi koji, vozeći se ulicama grada, bukom bude ljude i simbolično na taj način upozoravaju na radnička prava. Događaj često prikuplja motoriste iz čitave Hrvatske. 

## Povijest
Moto budnica u početku je bila otpor radničke klase koja je vožnjom bez auspuha, od grada prema obližnjem Planinarskom domu Kamenitovac i natrag, prikazivala nezadovoljstvo prije početka radnoga vremena u 6 sati.
Kasnije je prerasla u atrakciju i posebni događaj koji se samo održava u Bjelovaru.